# لیگ برتر فوتبال ارمنستان ۱۸–۲۰۱۷
لیگ برتر فوتبال ارمنستان ۱۸–۲۰۱۷ (انگلیسی: 2017–18 Armenian Premier League) بیست و ششمین فصل از زمان تأسیس آن بود.

## تیم‌ها
| باشگاه          | مکان                                                       | ورزشگاه | گنجایش          |
| --------------- | ---------------------------------------------------------- | --- | --------------- |
| آلاشکرت         | ایروان (ناحیه شنگاویت)                                     | ورزشگاه آلاشکرت                                                                                              | ۶٬۸۵۰           |
| آرارات ایروان   | ایروان (شنگاویت) ایروان (شنگاویت) ایروان (مالاتیا-سباستیا) | ورزشگاه میکا (بازی روز ۱ تا ۶) ورزشگاه آلاشکرت (بازی روز ۷ تا ۱۵) مرکز تمرینی بانانتس (بازی روز ۱۶ و به بعد) | ۷٬۲۵۰ ۶٬۸۵۰ ۶۰۰ |
| بانانتس         | ایروان (مالاتیا سباستیا)                                   | ورزشگاه بانانتس                                                                                              | ۴٬۸۶۰           |
| گاندزاسار کاپان | ایروان (کنترون)                                            | ورزشگاه جمهوریت وازگن سارگسیان (بازی روز ۱ تا ۱۵)1                                                           | ۱۴٬۴۰۳          |
| پیونیک          | ایروان (کنترون) ایروان (کنترون)                            | ورزشگاه جمهوریت وازگن سارگسیان (بازی روز ۱ تا ۱۵) ورزشگاه پیونیک (بازی روز ۱۶ و به بعد)                      | ۱۴٬۴۰۳ ۷۸۰      |
| شیراک           | گیومری                                                     | ورزشگاه شهر گیومری                                                                                           | ۲٬۸۴۴           |

- 1گاندزاسار کاپان به دلیل بازسازی ورزشگاه گاندزاسار، کاپان نیمه اول فصل را در ورزشگاه وازگن سارگسیان در ایروان برگزار کرد، درحالی‌که در نیم دوم این فصل نیز از دیگر ورزشگاه‌های لیگ برتر استفاده می‌کردند.

### کادر فنی و لباس
| تیم             | رئیس              | مربی                                                                          | کاپیتان                          | تولیدکننده لباس | حامی مالی پیراهن |
| --------------- | ----------------- | ----------------------------------------------------------------------------- | -------------------------------- | --------------- | ---------------- |
| آلاشکرت         | باگرات ناوُیان     | آبراهام خاشمانیان (بازی روز ۱ تا ۲۰) واروژان سوکیاسیان (بازی روز ۲۱ و به بعد) | واهاگن میناسیان1 آرتور یدیگاریان | جوما            | هواوی            |
| آرارات ایروان   | هراچ یاگان        | آلبرت صافاریان (بازی روز ۱ تا ۲۳) ادگار توروسیان (بازی روز ۲۴ و به بعد)       | رافائل صافاریان                  | آدیداس          |                  |
| بانانتس         | هراچ آقابکیان     | آرتور ووسکانیان                                                               | استپان قازاریان                  | آدیداس          |                  |
| گاندزاسار کاپان | گارنیک آقابابایان | کارن بارسقیان (بازی روز ۱ تا ۱۹) آشوت بارسقیان (بازی روز ۲۰ و به بعد)         | آرا خاچاتریان                    | آدیداس          | ZCMC             |
| پیونیک          | آرتور سوقومونیان  | آلکسی یریومنکو (بازی روز ۱ تا ۱۱) آرمن گیولبوداغیان (بازی روز ۱۲ و به بعد)    | لوون هایراپتیان کارلن مکردجیان2  | نایکی           | Gold's Gym       |
| شیراک           | آرمان ساهاکیان    | وارطان بیچاخچیان                                                              | آغوان داویان                     | آدیداس          | توتوگیمینگ       |

۱. ^ در پایان نیم فصل اول از تیم جدا شد (پس از بازی روز ۱۵).
۲. ^ پس از پیوستن به باشگاه در آغاز نیم فصل دوم، کاپیتان تیم شد. (پس از بازی روز ۱۵).

## جدول لیگ
| رتبه | تیم             | بازی | برد | مساوی | باخت | گل زده | گل خورده | گل تفاضل | امتیاز | صلاحیت                                |
| ---- | --------------- | ---- | --- | ----- | ---- | ------ | -------- | -------- | ------ | ------------------------------------- |
| ۱    | آلاشکرت (C)     | ۳۰   | ۱۴  | ۸     | ۸    | ۴۴     | ۳۱       | ۱۳+      | ۵۰     | راه‌یابی به لیگ قهرمانان اروپا ۱۹–۲۰۱۸ |
| ۲    | بانانتس         | ۳۰   | ۱۱  | ۱۱    | ۸    | ۴۲     | ۳۴       | ۸+       | ۴۴     | راه‌یابی به لیگ اروپا ۱۹–۲۰۱۸          |
| ۳    | گاندزاسار کاپان | ۳۰   | ۱۱  | ۱۰    | ۹    | ۴۳     | ۳۴       | ۹+       | ۴۳     | راه‌یابی به لیگ اروپا ۱۹–۲۰۱۸          |
| ۴    | شیراک 1.        | ۳۰   | ۱۴  | ۸     | ۸    | ۳۷     | ۳۱       | ۶+       | ۳۸     |                                       |
| ۵    | پیونیک          | ۳۰   | ۹   | ۹     | ۱۲   | ۳۷     | ۴۱       | ۴−       | ۳۶     | راه‌یابی به لیگ اروپا ۱۹–۲۰۱۸          |
| ۶    | آرارات ایروان   | ۳۰   | ۵   | ۶     | ۱۹   | ۳۳     | ۶۵       | ۳۲−      | ۲۱     |                                       |

1. ↑  با تصمیم کمیته انضباطی به واسطه رسوایی تبایی ۱۲ امتیاز از شیراک کسر کردند., در ۱۸ مه تأیید شد.[۲]

| خانگی/خارج از خانه | ALA | ARA | BAN | GAN | PYU | SHI |
| ------------------ | --- | --- | --- | --- | --- | --- |
| آلاشکرت            | —   | ۳–۰ | ۲–۰ | ۰–۳ | ۵–۱ | ۱–۰ |
| آرارات ایروان      | ۱–۳ | —   | ۱–۲ | ۰–۲ | ۰–۰ | ۲–۲ |
| بانانتس            | ۲–۲ | ۰–۰ | —   | ۱–۱ | ۲–۲ | ۳–۰ |
| گاندزاسار کاپان    | ۱–۱ | ۱–۳ | ۲–۰ | —   | ۳–۱ | ۰–۱ |
| پیونیک             | ۰–۱ | ۴–۰ | ۱–۲ | ۲–۱ | —   | ۰–۲ |
| شیراک              | ۲–۱ | ۲–۱ | ۱–۰ | ۱–۱ | ۰–۰ | —   |

| خانگی/خارج از خانه | ALA | ARA | BAN | GAN | PYU | SHI |
| ------------------ | --- | --- | --- | --- | --- | --- |
| آلاشکرت            | —   | ۲–۰ | ۲–۲ | ۰–۱ | ۱–۰ | ۰–۱ |
| آرارات ایروان      | ۲–۳ | —   | ۲–۳ | ۱–۰ | ۰–۱ | ۰–۲ |
| بانانتس            | ۲–۲ | ۲–۰ | —   | ۱–۱ | ۱–۱ | ۳–۰ |
| گاندزاسار کاپان    | ۱–۰ | ۲–۰ | ۲–۲ | —   | ۱–۰ | ۲–۲ |
| پیونیک             | ۳–۱ | ۳–۳ | ۲–۰ | ۰–۰ | —   | ۳–۲ |
| شیراک              | ۰–۱ | ۰–۱ | ۰–۱ | ۲–۱ | ۲–۰ | —   |

### بخش سوم فصل
| خانگی/خارج از خانه | ALA | ARA | BAN | GAN | PYU | SHI |
| ------------------ | --- | --- | --- | --- | --- | --- |
| آلاشکرت            | —   | ۲–۱ | ۲–۲ | ۲–۰ | ۰–۰ | ۰–۰ |
| آرارات ایروان      | ۲–۳ | —   | ۲–۱ | ۱–۶ | ۱–۱ | ۴–۴ |
| بانانتس            | ۳–۰ | ۲–۰ | —   | ۱–۰ | ۲–۰ | ۰–۲ |
| گاندزاسار کاپان    | ۰–۴ | ۳–۱ | ۱–۱ | —   | ۴–۳ | ۱–۱ |
| پیونیک             | ۰–۰ | ۱–۳ | ۲–۱ | ۲–۱ | —   | ۱–۲ |
| شیراک              | ۱–۰ | ۴–۱ | ۱–۰ | ۰–۰ | ۰–۳ | —   |

### برترین گلزنان
تا تاریخ  20 مه ۲۰۱۸ مسابقه انجام شده
| رتبه | بازیکن               | باشگاه          | گل‌ها |
| ---- | -------------------- | --------------- | ---- |
| ۱    | آرداک یدیگاریان      | آلاشکرت         | ۱۳   |
| ۲    | گغام هاروتیونیان     | گاندزاسار کاپان | ۱۲   |
| ۳    | میهران ماناسیان      | آلاشکرت         | ۹    |
| ۳    | آندرانیک کوچاریان    | آرارات ایروان   | ۹    |
| ۵    | آلکس جونیور کریستیان | گاندزاسار کاپان | ۸    |
| ۵    | اوروش ننادوویچ       | آلاشکرت         | ۸    |
| ۵    | لستر پلتیر           | بانانتس         | ۸    |
| ۵    | رومیان هوسپیان       | بانانتس         | ۸    |
| ۹    | لوبامبو موسوندا      | گاندزاسار کاپان | ۷    |
| ۹    | آلیک آراکلیان        | پیونیک          | ۷    |
| ۹    | موسی پل باکایوکو     | شیراک           | ۷    |